# Guasacaca
La guasacaca es una salsa de la gastronomía de Venezuela. Se elabora principalmente con aguacate, pimentón verde, cilantro, cebolla, ajo, vinagre, aceite y condimentos. 
Se usa como acompañante para carnes a la parrilla, pollo asado, pasteles, empanadas criollas, tequeños, pasapalos, etc.

## Características
Sus orígenes están en los restaurantes de parrillas y pollos en brasa venezolanos en donde originalmente no llevaba aguacate (guardando cierta similitud con el chimichurri argentino), siendo la incorporación de este ingrediente un añadido por las personas en sus hogares coexistiendo ambas variantes actualmente. Generalmente suele ser licuada, si bien existen algunas variantes donde todos los ingredientes son picados finamente.
Algunas personas suelen emplear mayonesa para su elaboración (especialmente quienes preparan comidas rápidas).
Además de emplearla para consumir comidas rápidas, en la gastronomía venezolana se emplea para acompañar múltiples comidas de la región.